# 1957 في بيرو
فيما يلي قوائم الأحداث التي وقعت خلال عام 1957 في بيرو.

## رياضة
- 1 يناير – كأس أمريكا الجنوبية 1957

## مواليد

### مارس
- 23 مارس – لوسيو غوتيريز

### مايو
- 9 مايو – خوليو سيزار أوريبي لاعب كرة قدم بيروفي.

### أغسطس
- 20 أغسطس – أوسكار أريزاغا لاعب كرة قدم بيروفي.

### أكتوبر
- 13 أكتوبر – إدواردو مالاسكيز لاعب كرة قدم بيروفي.

## وفيات

### فبراير
- 20 فبراير – خورخي سارمينتو (مواليد 1900) لاعب كرة قدم بيروفي.

### مايو
- 7 مايو – نورييغا أغويرو (مواليد 1900)

### سبتمبر
- 27 سبتمبر – ديميتريو نييرا (مواليد 1908) لاعب كرة قدم بيروفي.